# Tour de Grande-Bretagne 2016
Le Tour de Grande-Bretagne 2016 est la 77e édition de cette course cycliste sur route masculine. Il a lieu du 4 au 11 septembre 2016. Il figure au calendrier de l'UCI Europe Tour 2016 en catégorie 2.HC. et comprend huit étapes.

## Présentation

### Parcours
L'épreuve démarre par une traversée de l'Écosse, avec 161,5 km entre Glasgow et Douglas Castle. L'étape est assez vallonnée, avec notamment trois côtes de 3e catégorie. Les 25 derniers kilomètres étant plats, les sprinteurs ont l'opportunité de se disputer la victoire. L'étape suivante est difficile, avec très peu de plat et trois ascensions répertoriées. La montée du Struggle, dont le sommet est à 2,7 km de l'arrivée, est la première ascension de 1re catégorie et l'étape se termine par une bosse de 200 mètres à 11 %. La troisième étape est indécise, avec l'enchaînement de l'Alderley edge, le Brickworks et le Cat and fiddle (le point culminant de la course), mais le sommet de ce dernier est à plus de 55 kilomètres de l'arrivée. L'étape la plus longue de la course est disputée le lendemain, avec 4 000 mètres de dénivelé positif et les 20 derniers kilomètres globalement descendant. L'étape suivante comprend encore près de 3,3 kilomètres de dénivelé positif, mais les 40 derniers kilomètres sont moins difficiles que la veille, malgré une bosse non-répertoriée peu avant l'arrivée. Avant le week-end final, les organisateurs ont programmé la seule arrivée au sommet de la course, à Haytor. Un circuit de 15,3 km autour de Bristol, comprenant la côte de Bridge Valley Road (600 mètres à 9 %) à deux kilomètres de la ligne d'arrivée, est utilisé lors des deux demi-étapes le samedi. Les coureurs effectuent un tour le matin en contre-la-montre et six tours l'après-midi. Ce Tour de Grande-Bretagne se conclut par une étape plate, avec 16 tours d'un circuit londonien long de 6,2 km.

### Équipes
Les organisateurs ont convié 21 formations : 11 équipes World Tour, 4 formations de deuxième division, 5 équipes continentales et une équipe nationale.
| WorldTeams (11)- Dimension Data - Sky - Etixx-Quick Step - Movistar Team - BMC Racing Team - Cannondale-Drapac - Lotto-Soudal - Orica-BikeExchange - Giant-Alpecin - Lotto NL-Jumbo - Trek-Segafredo Équipes continentales professionnelles (4)- Bardiani CSF - Caja Rural-Seguros RGA - ONE Pro Cycling - Wanty-Groupe Gobert Équipes continentales (5)- Wiggins - An Post-ChainReaction - JLT Condor - Madison Genesis - NFTO Équipe nationale- Grande-Bretagne |
| |

### Favoris
Le rouleur-grimpeur Tom Dumoulin (Giant-Alpecin), vainqueur de contre-la-montre sur le Tour d'Italie et le Tour de France, deuxième du chrono olympique et cinquième du Tour de Romandie cette saison, est le favori de la compétition. Deuxième du Tour de Californie en mai, le champion d'Australie du contre-la-montre et cinquième du contre-la-montre olympique Rohan Dennis (BMC Racing Team) concurrencera Dumoulin sur ce terrain. Des « puncheurs » sont aussi candidats à la victoire finale. On peut citer notamment Wouter Poels (Team Sky), deuxième en 2015 et gagnant cette année de Liège-Bastogne-Liège, Daniel Martin (Etixx-Quick Step), troisième de la Flèche Wallonne et du Critérium du Dauphiné, le vainqueur de l'Amstel Gold Race Enrico Gasparotto (Wanty-Groupe Gobert) et Tony Gallopin (Lotto-Soudal), récent deuxième de la Clásica San Sebastián.
Outre Tom Dumoulin et Rohan Dennis, les principaux rouleurs présents sont trois champions nationaux de la spécialité : l'Allemand Tony Martin (Etixx-Quick Step), trois fois champion du monde, l'Américain Taylor Phinney (BMC Racing Team) et le Britannique Alex Dowsett (Movistar).
À un mois des championnats du monde, tracés au sein des plaines qataries les étapes de plaine du Tour de Grande-Bretagne ont attiré une partie des meilleurs sprinteurs du monde. Avec quatre succès chacun sur les Grands Tours en 2016, Mark Cavendish (Dimension Data) et André Greipel (Lotto-Soudal) sont les têtes d'affiches. Le récent vainqueur de l'EuroEyes Cyclassics Caleb Ewan (Orica-BikeExchange), le champion olympique de l'Omnium Elia Viviani (Team Sky), Maximiliano Richeze (Etixx-Quick Step), Daniel McLay (Équipe de Grande-Bretagne), Juan José Lobato (Movistar), Dylan Groenewegen (LottoNL-Jumbo) et le champion d'Italie Giacomo Nizzolo (Trek-Segafredo), double vainqueur du classement par points sur le Tour d'Italie et troisième de l'EuroEyes Cyclassics, peuvent aussi tirer leurs épingles du jeu,.

## Étapes
| Étape      | Date     | Villes étapes            | type                        | Distance (km) | Vainqueur d'étape | Leader du classement général |
| ---------- | -------- | ------------------------ | --------------------------- | ------------- | ----------------- | ---------------------------- |
| 1re étape  | 4 sept.  | Glasgow – Castle Douglas | étape vallonnée             | 161,6         | André Greipel     | André Greipel                |
| 2e étape   | 5 sept.  | Carlisle – Kendal        | étape vallonnée             | 188,2         | Julien Vermote    | Julien Vermote               |
| 3e étape   | 6 sept.  | Congleton – Knutsford    | étape vallonnée             | 179,4         | Ian Stannard      | Julien Vermote               |
| 4e étape   | 7 sept.  | Denbigh – Builth Wells   | étape vallonnée             | 218           | Dylan Groenewegen | Julien Vermote               |
| 5e étape   | 8 sept.  | Aberdare – Bath          | étape vallonnée             | 194,5         | Jack Bauer        | Julien Vermote               |
| 6e étape   | 9 sept.  | Sidmouth – Haytor        | étape vallonnée             | 150           | Wout Poels        | Steve Cummings               |
| 7e a étape | 10 sept. | Bristol – Bristol        | contre-la-montre individuel | 15            | Tony Martin       | Steve Cummings               |
| 7e b étape | 10 sept. | Bristol – Bristol        | étape vallonnée             | 90            | Rohan Dennis      | Steve Cummings               |
| 8e étape   | 11 sept. | Londres – Londres        | étape de plaine             | 100           | Caleb Ewan        | Steve Cummings               |

## Déroulement de la course

### 1reétape
| \| Classement de l'étape \| Classement de l'étape \| Classement de l'étape \| Classement de l'étape \| Classement de l'étape \| \| Coureur \| Coureur \| Pays \| Équipe \| Temps \| \| --------------------- \| --------------------- \| --------------------- \| --------------------- \| --------------------- \| \| 1er \| André Greipel \| Allemagne \| Lotto-Soudal \| 3 h 52 min 40 s \| \| 2e \| Caleb Ewan \| Australie \| Orica-BikeExchange \| + 0 s \| \| 3e \| Ramon Sinkeldam \| Pays-Bas \| Giant-Alpecin \| + 0 s \| |                 |           |                    |                 |
| |                 |           |                    |                 |
| Source : ProCyclingStats |                 |           |                    |                 |
| Classement de l'étape |                 |           |                    |                 |
| Coureur | Coureur         | Pays      | Équipe             | Temps           |
| 1er | André Greipel   | Allemagne | Lotto-Soudal       | 3 h 52 min 40 s |
| 2e | Caleb Ewan      | Australie | Orica-BikeExchange | + 0 s           |
| 3e | Ramon Sinkeldam | Pays-Bas  | Giant-Alpecin      | + 0 s           |

| \| Classement général \| Classement général \| Classement général \| Classement général \| Classement général \| \| Coureur \| Coureur \| Pays \| Équipe \| Temps \| \| ------------------ \| ------------------ \| ------------------ \| --------------------- \| ------------------ \| \| 1er \| André Greipel \| Allemagne \| Lotto-Soudal \| 3 h 52 min 30 s \| \| 2e \| Jasper Bovenhuis \| Pays-Bas \| An Post-ChainReaction \| + 1 s \| \| 3e \| Caleb Ewan \| Australie \| Orica-BikeExchange \| + 4 s \| |                  |           |                       |                 |
| |                  |           |                       |                 |
| Source : ProCyclingStats |                  |           |                       |                 |
| Classement général |                  |           |                       |                 |
| Coureur | Coureur          | Pays      | Équipe                | Temps           |
| 1er | André Greipel    | Allemagne | Lotto-Soudal          | 3 h 52 min 30 s |
| 2e | Jasper Bovenhuis | Pays-Bas  | An Post-ChainReaction | + 1 s           |
| 3e | Caleb Ewan       | Australie | Orica-BikeExchange    | + 4 s           |

### 2eétape
| \| Classement de l'étape \| Classement de l'étape \| Classement de l'étape \| Classement de l'étape \| Classement de l'étape \| \| Coureur \| Coureur \| Pays \| Équipe \| Temps \| \| --------------------- \| --------------------- \| --------------------- \| --------------------- \| --------------------- \| \| 1er \| Julien Vermote \| Belgique \| Etixx-Quick Step \| 4 h 40 min 50 s \| \| 2e \| Steve Cummings \| Royaume-Uni \| Dimension Data \| + 2 s \| \| 3e \| Dan Martin \| Irlande \| Etixx-Quick Step \| + 58 s \| |                |             |                  |                 |
| |                |             |                  |                 |
| Source : ProCyclingStats |                |             |                  |                 |
| Classement de l'étape |                |             |                  |                 |
| Coureur | Coureur        | Pays        | Équipe           | Temps           |
| 1er | Julien Vermote | Belgique    | Etixx-Quick Step | 4 h 40 min 50 s |
| 2e | Steve Cummings | Royaume-Uni | Dimension Data   | + 2 s           |
| 3e | Dan Martin     | Irlande     | Etixx-Quick Step | + 58 s          |

| \| Classement général \| Classement général \| Classement général \| Classement général \| Classement général \| \| Coureur \| Coureur \| Pays \| Équipe \| Temps \| \| ------------------ \| ------------------ \| ------------------ \| ------------------ \| ------------------ \| \| 1er \| Julien Vermote \| Belgique \| Etixx-Quick Step \| 8 h 33 min 20 s \| \| 2e \| Steve Cummings \| Royaume-Uni \| Dimension Data \| + 6 s \| \| 3e \| Dan Martin \| Irlande \| Etixx-Quick Step \| + 1 min 04 s \| |                |             |                  |                 |
| |                |             |                  |                 |
| Source : ProCyclingStats |                |             |                  |                 |
| Classement général |                |             |                  |                 |
| Coureur | Coureur        | Pays        | Équipe           | Temps           |
| 1er | Julien Vermote | Belgique    | Etixx-Quick Step | 8 h 33 min 20 s |
| 2e | Steve Cummings | Royaume-Uni | Dimension Data   | + 6 s           |
| 3e | Dan Martin     | Irlande     | Etixx-Quick Step | + 1 min 04 s    |

### 3eétape
| \| Classement de l'étape \| Classement de l'étape \| Classement de l'étape \| Classement de l'étape \| Classement de l'étape \| \| Coureur \| Coureur \| Pays \| Équipe \| Temps \| \| --------------------- \| --------------------- \| --------------------- \| --------------------- \| --------------------- \| \| 1er \| Ian Stannard \| Royaume-Uni \| Team Sky \| 4 h 14 min 12 s \| \| 2e \| Graham Briggs \| Royaume-Uni \| JLT Condor \| + 1 min 46 s \| \| 3e \| Kristian House \| Royaume-Uni \| ONE Pro Cycling \| + 1 min 46 s \| |                |             |                 |                 |
| |                |             |                 |                 |
| |                |             |                 |                 |
| Classement de l'étape |                |             |                 |                 |
| Coureur | Coureur        | Pays        | Équipe          | Temps           |
| 1er | Ian Stannard   | Royaume-Uni | Team Sky        | 4 h 14 min 12 s |
| 2e | Graham Briggs  | Royaume-Uni | JLT Condor      | + 1 min 46 s    |
| 3e | Kristian House | Royaume-Uni | ONE Pro Cycling | + 1 min 46 s    |

| \| Classement général \| Classement général \| Classement général \| Classement général \| Classement général \| \| Coureur \| Coureur \| Pays \| Équipe \| Temps \| \| ------------------ \| ------------------ \| ------------------ \| ------------------ \| ------------------ \| \| 1er \| Julien Vermote \| Belgique \| Etixx-Quick Step \| 12 h 53 min 15 s \| \| 2e \| Steve Cummings \| Royaume-Uni \| Dimension Data \| + 6 s \| \| 3e \| Dan Martin \| Irlande \| Etixx-Quick Step \| + 1 min 04 s \| |                |             |                  |                  |
| |                |             |                  |                  |
| |                |             |                  |                  |
| Classement général |                |             |                  |                  |
| Coureur | Coureur        | Pays        | Équipe           | Temps            |
| 1er | Julien Vermote | Belgique    | Etixx-Quick Step | 12 h 53 min 15 s |
| 2e | Steve Cummings | Royaume-Uni | Dimension Data   | + 6 s            |
| 3e | Dan Martin     | Irlande     | Etixx-Quick Step | + 1 min 04 s     |

### 4eétape
| \| Classement de l'étape \| Classement de l'étape \| Classement de l'étape \| Classement de l'étape \| Classement de l'étape \| \| Coureur \| Coureur \| Pays \| Équipe \| Temps \| \| --------------------- \| --------------------- \| --------------------- \| ---------------------- \| --------------------- \| \| 1er \| Dylan Groenewegen \| Pays-Bas \| LottoNL-Jumbo \| 5 h 28 min 49 s \| \| 2e \| Daniel McLay \| Royaume-Uni \| Fortuneo-Vital Concept \| + 0 s \| \| 3e \| Ben Swift \| Royaume-Uni \| Team Sky \| + 0 s \| |                   |             |                        |                 |
| |                   |             |                        |                 |
| |                   |             |                        |                 |
| Classement de l'étape |                   |             |                        |                 |
| Coureur | Coureur           | Pays        | Équipe                 | Temps           |
| 1er | Dylan Groenewegen | Pays-Bas    | LottoNL-Jumbo          | 5 h 28 min 49 s |
| 2e | Daniel McLay      | Royaume-Uni | Fortuneo-Vital Concept | + 0 s           |
| 3e | Ben Swift         | Royaume-Uni | Team Sky               | + 0 s           |

| \| Classement général \| Classement général \| Classement général \| Classement général \| Classement général \| \| Coureur \| Coureur \| Pays \| Équipe \| Temps \| \| ------------------ \| ------------------ \| ------------------ \| ------------------ \| ------------------ \| \| 1er \| Julien Vermote \| Belgique \| Etixx-Quick Step \| 18 h 22 min 04 s \| \| 2e \| Steve Cummings \| Royaume-Uni \| Dimension Data \| + 6 s \| \| 3e \| Ben Swift \| Royaume-Uni \| Team Sky \| + 1 min 03 s \| |                |             |                  |                  |
| |                |             |                  |                  |
| |                |             |                  |                  |
| Classement général |                |             |                  |                  |
| Coureur | Coureur        | Pays        | Équipe           | Temps            |
| 1er | Julien Vermote | Belgique    | Etixx-Quick Step | 18 h 22 min 04 s |
| 2e | Steve Cummings | Royaume-Uni | Dimension Data   | + 6 s            |
| 3e | Ben Swift      | Royaume-Uni | Team Sky         | + 1 min 03 s     |

### 5eétape
| \| Classement de l'étape \| Classement de l'étape \| Classement de l'étape \| Classement de l'étape \| Classement de l'étape \| \| Coureur \| Coureur \| Pays \| Équipe \| Temps \| \| --------------------- \| --------------------- \| --------------------- \| --------------------- \| --------------------- \| \| 1er \| Jack Bauer \| Nouvelle-Zélande \| Cannondale-Drapac \| 4 h 45 min 25 s \| \| 2e \| Amaël Moinard \| France \| BMC Racing Team \| + 0 s \| \| 3e \| Erick Rowsell \| Royaume-Uni \| Madison Genesis \| + 0 s \| |               |                  |                   |                 |
| |               |                  |                   |                 |
| |               |                  |                   |                 |
| Classement de l'étape |               |                  |                   |                 |
| Coureur | Coureur       | Pays             | Équipe            | Temps           |
| 1er | Jack Bauer    | Nouvelle-Zélande | Cannondale-Drapac | 4 h 45 min 25 s |
| 2e | Amaël Moinard | France           | BMC Racing Team   | + 0 s           |
| 3e | Erick Rowsell | Royaume-Uni      | Madison Genesis   | + 0 s           |

| \| Classement général \| Classement général \| Classement général \| Classement général \| Classement général \| \| Coureur \| Coureur \| Pays \| Équipe \| Temps \| \| ------------------ \| ------------------ \| ------------------ \| ------------------ \| ------------------ \| \| 1er \| Julien Vermote \| Belgique \| Etixx-Quick Step \| 23 h 07 min 29 s \| \| 2e \| Steve Cummings \| Royaume-Uni \| Dimension Data \| + 6 s \| \| 3e \| Ben Swift \| Royaume-Uni \| Team Sky \| + 1 min 03 s \| |                |             |                  |                  |
| |                |             |                  |                  |
| |                |             |                  |                  |
| Classement général |                |             |                  |                  |
| Coureur | Coureur        | Pays        | Équipe           | Temps            |
| 1er | Julien Vermote | Belgique    | Etixx-Quick Step | 23 h 07 min 29 s |
| 2e | Steve Cummings | Royaume-Uni | Dimension Data   | + 6 s            |
| 3e | Ben Swift      | Royaume-Uni | Team Sky         | + 1 min 03 s     |

### 6eétape
| \| Classement de l'étape \| Classement de l'étape \| Classement de l'étape \| Classement de l'étape \| Classement de l'étape \| \| Coureur \| Coureur \| Pays \| Équipe \| Temps \| \| --------------------- \| --------------------- \| --------------------- \| --------------------- \| --------------------- \| \| 1er \| Wout Poels \| Pays-Bas \| Team Sky \| 3 h 56 min 15 s \| \| 2e \| Rohan Dennis \| Australie \| BMC Racing Team \| + 7 s \| \| 3e \| Tom Dumoulin \| Pays-Bas \| Giant-Alpecin \| + 8 s \| |              |           |                 |                 |
| |              |           |                 |                 |
| |              |           |                 |                 |
| Classement de l'étape |              |           |                 |                 |
| Coureur | Coureur      | Pays      | Équipe          | Temps           |
| 1er | Wout Poels   | Pays-Bas  | Team Sky        | 3 h 56 min 15 s |
| 2e | Rohan Dennis | Australie | BMC Racing Team | + 7 s           |
| 3e | Tom Dumoulin | Pays-Bas  | Giant-Alpecin   | + 8 s           |

| \| Classement général \| Classement général \| Classement général \| Classement général \| Classement général \| \| Coureur \| Coureur \| Pays \| Équipe \| Temps \| \| ------------------ \| ------------------ \| ------------------ \| ------------------ \| ------------------ \| \| 1er \| Steve Cummings \| Royaume-Uni \| Dimension Data \| 27 h 04 min 11 s \| \| 2e \| Tom Dumoulin \| Pays-Bas \| Giant-Alpecin \| + 49 s \| \| 3e \| Rohan Dennis \| Australie \| BMC Racing Team \| + 51 s \| |                |             |                 |                  |
| |                |             |                 |                  |
| |                |             |                 |                  |
| Classement général |                |             |                 |                  |
| Coureur | Coureur        | Pays        | Équipe          | Temps            |
| 1er | Steve Cummings | Royaume-Uni | Dimension Data  | 27 h 04 min 11 s |
| 2e | Tom Dumoulin   | Pays-Bas    | Giant-Alpecin   | + 49 s           |
| 3e | Rohan Dennis   | Australie   | BMC Racing Team | + 51 s           |

### 7eétapeA
| \| Classement de l'étape \| Classement de l'étape \| Classement de l'étape \| Classement de l'étape \| Classement de l'étape \| \| Coureur \| Coureur \| Pays \| Équipe \| Temps \| \| --------------------- \| --------------------- \| --------------------- \| --------------------- \| --------------------- \| \| 1er \| Tony Martin \| Allemagne \| Etixx-Quick Step \| 18 min 06 s \| \| 2e \| Rohan Dennis \| Australie \| BMC Racing Team \| + 3 s \| \| 3e \| Tom Dumoulin \| Pays-Bas \| Giant-Alpecin \| + 5 s \| |              |           |                  |             |
| |              |           |                  |             |
| |              |           |                  |             |
| Classement de l'étape |              |           |                  |             |
| Coureur | Coureur      | Pays      | Équipe           | Temps       |
| 1er | Tony Martin  | Allemagne | Etixx-Quick Step | 18 min 06 s |
| 2e | Rohan Dennis | Australie | BMC Racing Team  | + 3 s       |
| 3e | Tom Dumoulin | Pays-Bas  | Giant-Alpecin    | + 5 s       |

| \| Classement général \| Classement général \| Classement général \| Classement général \| Classement général \| \| Coureur \| Coureur \| Pays \| Équipe \| Temps \| \| ------------------ \| ------------------ \| ------------------ \| ------------------ \| ------------------ \| \| 1er \| Steve Cummings \| Royaume-Uni \| Dimension Data \| 27 h 22 min 33 s \| \| 2e \| Tom Dumoulin \| Pays-Bas \| Giant-Alpecin \| + 38 s \| \| 3e \| Rohan Dennis \| Australie \| BMC Racing Team \| + 38 s \| |                |             |                 |                  |
| |                |             |                 |                  |
| |                |             |                 |                  |
| Classement général |                |             |                 |                  |
| Coureur | Coureur        | Pays        | Équipe          | Temps            |
| 1er | Steve Cummings | Royaume-Uni | Dimension Data  | 27 h 22 min 33 s |
| 2e | Tom Dumoulin   | Pays-Bas    | Giant-Alpecin   | + 38 s           |
| 3e | Rohan Dennis   | Australie   | BMC Racing Team | + 38 s           |

### 7eétapeB
| \| Classement de l'étape \| Classement de l'étape \| Classement de l'étape \| Classement de l'étape \| Classement de l'étape \| \| Coureur \| Coureur \| Pays \| Équipe \| Temps \| \| --------------------- \| --------------------- \| --------------------- \| --------------------- \| --------------------- \| \| 1er \| Rohan Dennis \| Australie \| BMC Racing Team \| 1 h 58 min 42 s \| \| 2e \| Maximiliano Richeze \| Argentine \| Etixx-Quick Step \| + 6 s \| \| 3e \| Dylan Groenewegen \| Pays-Bas \| LottoNL-Jumbo \| + 6 s \| |                     |           |                  |                 |
| |                     |           |                  |                 |
| |                     |           |                  |                 |
| Classement de l'étape |                     |           |                  |                 |
| Coureur | Coureur             | Pays      | Équipe           | Temps           |
| 1er | Rohan Dennis        | Australie | BMC Racing Team  | 1 h 58 min 42 s |
| 2e | Maximiliano Richeze | Argentine | Etixx-Quick Step | + 6 s           |
| 3e | Dylan Groenewegen   | Pays-Bas  | LottoNL-Jumbo    | + 6 s           |

| \| Classement général \| Classement général \| Classement général \| Classement général \| Classement général \| \| Coureur \| Coureur \| Pays \| Équipe \| Temps \| \| ------------------ \| ------------------ \| ------------------ \| ------------------ \| ------------------ \| \| 1er \| Steve Cummings \| Royaume-Uni \| Dimension Data \| 29 h 21 min 21 s \| \| 2e \| Rohan Dennis \| Australie \| BMC Racing Team \| + 26 s \| \| 3e \| Tom Dumoulin \| Pays-Bas \| Giant-Alpecin \| + 38 s \| |                |             |                 |                  |
| |                |             |                 |                  |
| |                |             |                 |                  |
| Classement général |                |             |                 |                  |
| Coureur | Coureur        | Pays        | Équipe          | Temps            |
| 1er | Steve Cummings | Royaume-Uni | Dimension Data  | 29 h 21 min 21 s |
| 2e | Rohan Dennis   | Australie   | BMC Racing Team | + 26 s           |
| 3e | Tom Dumoulin   | Pays-Bas    | Giant-Alpecin   | + 38 s           |

### 8eétape
| \| Classement de l'étape \| Classement de l'étape \| Classement de l'étape \| Classement de l'étape \| Classement de l'étape \| \| Coureur \| Coureur \| Pays \| Équipe \| Temps \| \| --------------------- \| --------------------- \| --------------------- \| --------------------- \| --------------------- \| \| 1er \| Caleb Ewan \| Australie \| Orica-BikeExchange \| 2 h 09 min 24 s \| \| 2e \| Dylan Groenewegen \| Pays-Bas \| LottoNL-Jumbo \| + 0 s \| \| 3e \| Jens Debusschere \| Belgique \| Lotto-Soudal \| + 0 s \| |                   |           |                    |                 |
| |                   |           |                    |                 |
| |                   |           |                    |                 |
| Classement de l'étape |                   |           |                    |                 |
| Coureur | Coureur           | Pays      | Équipe             | Temps           |
| 1er | Caleb Ewan        | Australie | Orica-BikeExchange | 2 h 09 min 24 s |
| 2e | Dylan Groenewegen | Pays-Bas  | LottoNL-Jumbo      | + 0 s           |
| 3e | Jens Debusschere  | Belgique  | Lotto-Soudal       | + 0 s           |

## Classements finals

### Classement général
| \| Classement général \| Classement général \| Classement général \| Classement général \| Classement général \| \| Coureur \| Coureur \| Pays \| Équipe \| Temps \| \| ------------------ \| ------------------ \| ------------------ \| ------------------- \| ------------------ \| \| 1er \| Steve Cummings \| Royaume-Uni \| Dimension Data \| 31 h 30 min 45 s \| \| 2e \| Rohan Dennis \| Australie \| BMC Racing Team \| + 26 s \| \| 3e \| Tom Dumoulin \| Pays-Bas \| Giant-Alpecin \| + 38 s \| \| 4e \| Tony Gallopin \| France \| Lotto-Soudal \| + 1 min 02 s \| \| 5e \| Dylan van Baarle \| Pays-Bas \| Cannondale-Drapac \| + 1 min 21 s \| \| 6e \| Nicolas Roche \| Irlande \| Team Sky \| + 1 min 26 s \| \| 7e \| Xandro Meurisse \| Belgique \| Wanty-Groupe Gobert \| + 1 min 48 s \| \| 8e \| Ben Swift \| Royaume-Uni \| Team Sky \| + 1 min 52 s \| \| 9e \| Julien Vermote \| Belgique \| Etixx-Quick Step \| + 2 min 12 s \| \| 10e \| Jacopo Mosca \| Italie \| Trek-Segafredo \| + 2 min 32 s \| |                  |             |                     |                  |
| |                  |             |                     |                  |
| Source : ProCyclingStats |                  |             |                     |                  |
| Classement général |                  |             |                     |                  |
| Coureur | Coureur          | Pays        | Équipe              | Temps            |
| 1er | Steve Cummings   | Royaume-Uni | Dimension Data      | 31 h 30 min 45 s |
| 2e | Rohan Dennis     | Australie   | BMC Racing Team     | + 26 s           |
| 3e | Tom Dumoulin     | Pays-Bas    | Giant-Alpecin       | + 38 s           |
| 4e | Tony Gallopin    | France      | Lotto-Soudal        | + 1 min 02 s     |
| 5e | Dylan van Baarle | Pays-Bas    | Cannondale-Drapac   | + 1 min 21 s     |
| 6e | Nicolas Roche    | Irlande     | Team Sky            | + 1 min 26 s     |
| 7e | Xandro Meurisse  | Belgique    | Wanty-Groupe Gobert | + 1 min 48 s     |
| 8e | Ben Swift        | Royaume-Uni | Team Sky            | + 1 min 52 s     |
| 9e | Julien Vermote   | Belgique    | Etixx-Quick Step    | + 2 min 12 s     |
| 10e | Jacopo Mosca     | Italie      | Trek-Segafredo      | + 2 min 32 s     |

### Classements annexes
|   | Cycliste          | Équipe                             | Points |
| - | ----------------- | ---------------------------------- | ------ |
| 1 | Dylan Groenewegen | Lotto NL-Jumbo                     | 53     |
| 2 | Rohan Dennis      | Équipe cycliste BMC Racing         | 47     |
| 3 | Caleb Ewan        | Équipe cycliste Orica-BikeExchange | 41     |

|   | Cycliste            | Équipe                 | Points |
| - | ------------------- | ---------------------- | ------ |
| 1 | Xandro Meurisse     | Wanty-Groupe Gobert    | 60     |
| 2 | Nicolas Roche       | Sky                    | 42     |
| 3 | Miguel Ángel Benito | Caja Rural-Seguros RGA | 27     |

|   | Cycliste         | Équipe                | Points |
| - | ---------------- | --------------------- | ------ |
| 1 | Jasper Bovenhuis | An Post-ChainReaction | 24     |
| 2 | André Greipel    | Lotto-Soudal          | 12     |
| 3 | Jonathan McEvoy  | NFTO                  | 10     |

|   | Équipe              | Pays |    | Temps            |
| - | ------------------- | ---- | -- | ---------------- |
| 1 | Sky                 | GBR  | en | 94 h 43 min 33 s |
| 2 | Wanty-Groupe Gobert | BEL  | +  | 1 min 17 s       |
| 3 | Etixx-Quick Step    | BEL  |    | 2 min 15 s       |

## Évolution des classements
| Étape | Vainqueur         | Classement général | Classement par points | Classement de la montagne | Classement des sprints | Classement par équipe  |
| ----- | ----------------- | ------------------ | --------------------- | ------------------------- | ---------------------- | ---------------------- |
| 1     | André Greipel     | André Greipel      | André Greipel         | Peter Williams            | Jasper Bovenhuis       | Caja Rural-Seguros RGA |
| 2     | Julien Vermote    | Julien Vermote     | Julien Vermote        | Xandro Meurisse           | André Greipel          | Etixx-Quick Step       |
| 3     | Ian Stannard      | Julien Vermote     | Ramon Sinkeldam       | Xandro Meurisse           | André Greipel          | Etixx-Quick Step       |
| 4     | Dylan Groenewegen | Julien Vermote     | Julien Vermote        | Xandro Meurisse           | Jasper Bovenhuis       | Etixx-Quick Step       |
| 5     | Jack Bauer        | Julien Vermote     | Daniel McLay          | Xandro Meurisse           | Jasper Bovenhuis       | Etixx-Quick Step       |
| 6     | Wout Poels        | Steve Cummings     | Daniel McLay          | Xandro Meurisse           | Jasper Bovenhuis       | Wanty-Groupe Gobert    |
| 7 A   | Tony Martin       | Steve Cummings     | Tom Dumoulin          | Xandro Meurisse           | Jasper Bovenhuis       | Sky                    |
| 7 B   | Rohan Dennis      | Steve Cummings     | Rohan Dennis          | Xandro Meurisse           | Jasper Bovenhuis       | Sky                    |
| 8     | Caleb Ewan        | Steve Cummings     | Dylan Groenewegen     | Xandro Meurisse           | Jasper Bovenhuis       | Sky                    |
| Final | Final             | Steve Cummings     | Dylan Groenewegen     | Xandro Meurisse           | Jasper Bovenhuis       | Sky                    |

## UCI Europe Tour
Le Tour de Grande-Bretagne attribue des points pour le classement UCI Europe Tour 2016

### Étape
| Position | Leader | 1er | 2e | 3e |
| -------- | ------ | --- | -- | -- |
| PTS UCI  | 5      | 20  | 10 | 5  |

### Général
| Position | 1er | 2e  | 3e  | 4e  | 5e  | 6e  | 7e  | 8e  | 9e  | 10e | 11e | 12e | 13e | 14e | 15e | 16e | 17e | 18e | 19e | 20e |
| -------- | --- | --- | --- | --- | --- | --- | --- | --- | --- | --- | --- | --- | --- | --- | --- | --- | --- | --- | --- | --- |
| PTS UCI  | 200 | 150 | 125 | 100 | 85  | 70  | 60  | 50  | 40  | 35  | 30  | 25  | 20  | 15  | 10  | 5   | 5   | 5   | 5   | 5   |
| Position | 21e | 22e | 23e | 24e | 25e | 26e | 27e | 28e | 29e | 30e | 31e | 32e | 33e | 34e | 35e | 36e | 37e | 38e | 39e | 40e |
| PTS UCI  | 5   | 5   | 5   | 5   | 5   | 5   | 5   | 5   | 5   | 5   | 3   | 3   | 3   | 3   | 3   | 3   | 3   | 3   | 3   | 3   |